# Digonocryptus tarsatus
Digonocryptus tarsatus är en stekelart som först beskrevs av Cresson 1865.  Digonocryptus tarsatus ingår i släktet Digonocryptus och familjen brokparasitsteklar. Inga underarter finns listade i Catalogue of Life.